# Рада національної безпеки Шрі-Ланки
Рада національної безпеки Шрі-Ланки — виконавчий орган уряду Шрі-Ланки, який відповідає за забезпечення національної безпеки й уповноважений керувати збройними силами та поліцією.
Рада створена в 1999.

## Структура
Членами Ради оборони є:
члени кабінету
- Президент (Глава ради)
- Прем'єр-міністр
- Будь-який міністр, що призначається Президентом

посадові особи
- Постійний секретар Президента
- Постійний секретар Міністерства оборони

- Начальник штабу оборони
- Командувач армією
- Командувач Військово-морського флоту
- Командувач ВПС
- Генерал-інспектор поліції
- Директор Служби державної розвідки